# 百慕達三角～多彩田園曲～
《百慕達三角 ～多彩田園曲～》改編自《卡片鬥爭！！先導者》的衍生衍生動畫。本作故事人物參考《卡片鬥爭！！先導者》的人魚卡片「百慕達三角」系列。由佐藤拓真擔任角色原案，講述了五名人魚少女如何相遇，又是如何以偶像為奮鬥目標。

## 登場人物

### 多彩田園曲
索娜塔（聲：武田羅梨沙多胡）
總是擔心着大家的性格，一旦說到自己的事情就變得客氣起來。對獨自來到巴雷爾的卡農特別關心。
卡農（聲：平栗萌香）
從大城市來到鄉村的少女。禮儀端正，性情坦率，有時會說話太直。
菲娜（聲：紡木吏佐）
溫文爾雅，擅長做菜、點心，以及裁縫。和賽莉娜是貝殼姐妹，自己如妹妹一股。
賽莉娜（聲：遠野光）
冷靜且可靠。在意自己不擅長的事。和菲娜是貝殼姐妹，自己如姐姐一股。
嘉蘿（聲：進藤天音）
热情奔放的氣氛製造者。

### 其他
阿爾蒂（聲：日高範子）
巴雷爾首長。
費爾瑪（聲：井上喜久子）
咖啡店「Espoir」的店主。
波可（聲：松井惠理子）

海豹快遞（聲：野島裕史）

卡普莉（聲：松井惠理子）

阿黛兒（聲：宮本侑芽）

那秋拉（聲：佐藤亞美菜）

## 電視動畫

### 主題曲
片頭曲「Wonderland Girl」
填詞：，作曲、編曲：菊田大介，主唱：Pastel*Palettes
片尾曲
填詞、作曲：三浦誠司，編曲：安岡洋一郎，主唱：多彩田園曲

### 各話列表
| 話數   | 日文標題 | 中文標題               | 劇本                | 分鏡     | 演出       | 作畫監督                                             | 片尾插畫  |
| ------ | -------- | ---------------------- | ------------------- | -------- | ---------- | ---------------------------------------------------- | --------- |
| 第1話  |          | 歡迎來到帕雷露         | 橫手美智子          | 西村純二 | 西村純二   | 飯嶋友里惠、平田賢一 藤田正幸、吉岡敏幸              | 藤真拓哉  |
| 第2話  |          | 居然有這麼多光影珠     | 橫手美智子          | 岩畑剛一 | 西村大樹   | 金正男、高瀨百合子 小林一三、柳瀨讓二                | 谷原菜月  |
| 第3話  |          | 五人一起               | 和場明子            | 中村近世 | 中村近世   | 宮地聰子、藤田正幸 平田賢一                          | SACRANECO |
| 第4話  |          | 大膽放手去做吧         | 青木由香            | 細田雅弘 | 細田雅弘   | 石井由美子、岡田雅人 NEOX、西田美彌子 棚澤香織       |           |
| 第5話  |          | 心跳驚喜               | 和場明子            | 久慈悟郎 | 久慈悟郎   | 飯嶋友里惠、河本美代子 吉岡敏幸、J-cube Lee Sang Jin |           |
| 第6話  |          | 你叫什麼名字           | 西村純二            | 西村純二 | 菅野幸子   | 平田賢一、西田美彌子 仲本季咲                        | 木村樹崇  |
| 第7話  |          | 所以說 我都要了        | 和場明子            | 小林一三 | 高瀨百合子 | ANIHOUSE SUN、星鳴社 戲畫Production                  | 田所哲平  |
| 第8話  |          | 這個呢 叫鞋子          | 青木由香 橫手美智子 | 增田敏彥 | 濱田將太   | Lee Sang Jin                                         |           |
| 第9話  |          | 你要不要吃呢？         | 和場明子            | 中山洋   | 松村樹里亞 | 吉岡敏幸、岡田雅人 石井由美子、NEOX 西田美彌子       |           |
| 第10話 |          | 這個，要怎麼拍呀？     | 西村純二            | 細田雅弘 | 細田雅弘   | Hwang Seong-won Moon Hee                             | 藤原      |
| 第11話 |          | 這首曲子是             | 橫手美智子          | 岩畑剛一 | 前園文夫   | ANIHOUSE SUN、星鳴社 戯畫Production                  |           |
| 第12話 |          | 化作小小的光芒不斷閃耀 | 橫手美智子          | 西村純二 | 西村純二   | 石井由美子、河本美代子 西田美彌子、藤田正幸 宮地聰子 | 藤真拓哉  |

## 外部連結
- 電視動畫「百慕達三角～多彩田園曲～」官方網站 （页面存档备份，存于）（日語）
- 動畫「百慕達三角～多彩田園曲～」官方的X（前Twitter）（日語）
- 百慕達三角～多彩田園曲～（動畫）在動畫新聞網百科全書中的資料（英文）（英文）